# 天鹅岛
天鹅岛是马来西亚登嘉楼州龙运县的一座岛屿。它通过渡船和大陆部分的龙运市连接。过去天鹅岛无人居住，但现在有旅馆。越南战争后，越南船民曾被困在岛上。天鹅岛面积6平方千米。每年5月至7月，海龟在晚上涌到沙滩上产卵，7月至9月间，鲸鲨会来到天鹅岛附近海域。天鹅岛海域的生长着旺盛的珊瑚礁和鱼群。天鹅岛是潜水爱好者的乐园，和北面的热浪岛和停泊群岛共同形成了登嘉楼的三大潜水旅游胜地。